# Johann Jakob Frey (Redaktor)
Johann Jakob Frey (* 24. August 1858 in Lichtensteig; † 25. Januar 1925 in Herisau; heimatberechtigt in Mogelsberg) war ein Schweizer Textilunternehmer, Journalist, Redaktor und Politiker aus Kanton Appenzell Ausserrhoden.

## Leben
Johann Jakob Frey war ein Sohn des unbemittelten Bäckermeisters Johann Georg Frey und der Susanna Barbara Frey, geborene Früh. Im Jahr 1880 heiratete er Anna Rüdisühli, Tochter des Jakob Rüdisühli, Fahrknecht.
Johann Jakob Frey wuchs bei Pflegeeltern in Mogelsberg auf. Den Besuch der Realschule verhinderte der Tod des Pflegevaters 1871. Johann Georg Tanner vermittelte ihm darauf in den Appreturen Hauser und Signer in Herisau eine Ausbildung. Ab 1877 bis 1879 bildete er sich in Saint-Quentin (Picardie) weiter. Er war von 1879 bis 1881 Angestellter in der Appretur Meyer & Co. in Herisau. Von 1881 bis 1891 war er technischer Leiter in Appreturen in St. Gallen und Herisau. Daneben führte er eine journalistische Laufbahn ab 1886 als Korrespondent und von 1891 bis 1924 als Redaktor der Appenzeller Zeitung. Diese war unter der Leitung des einstigen Grütlianers Frey Bannerträgerin des Freisinns.
Johann Jakob Frey war im Jahr 1910 ein Mitbegründer der Ausserrhoder Freisinnig-Demokratischen Partei (FDP). Er war langjähriger Präsident und Aktuar der Herisauer Freisinnig-Demokratischen Partei.